# Rhynchospora divaricata
Rhynchospora divaricata là loài thực vật có hoa trong họ Cói. Loài này được (Ham.) M.T.Strong mô tả khoa học đầu tiên năm 2005.